# Rouffach
Rouffach (Rufach in alsaziano) è un comune francese di 4 187 abitanti situato nel dipartimento dell'Alto Reno nella regione del Grand Est.

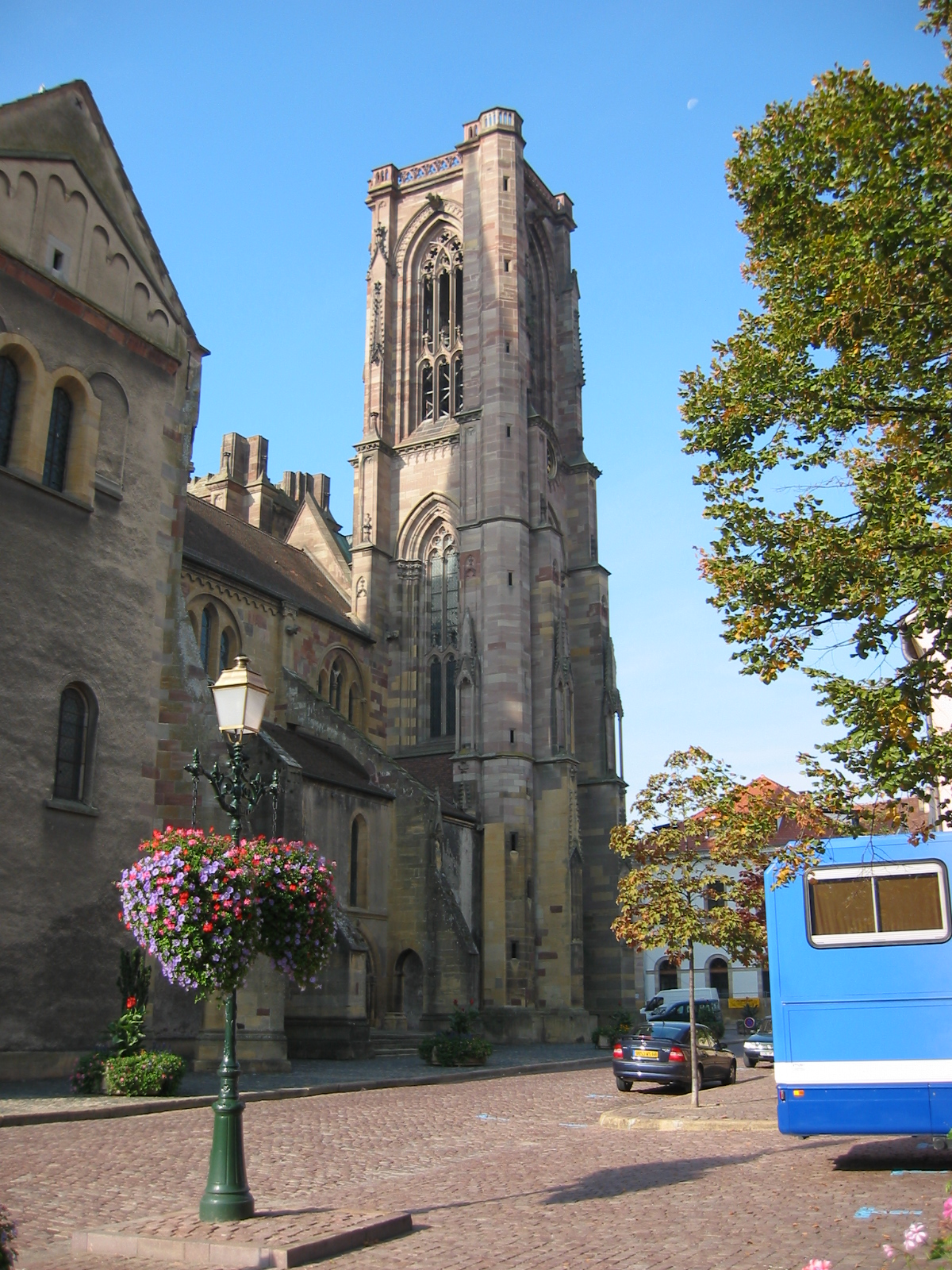
Chiesa di Notre Dame de l'Assomption

## Monumenti e luoghi d'interesse

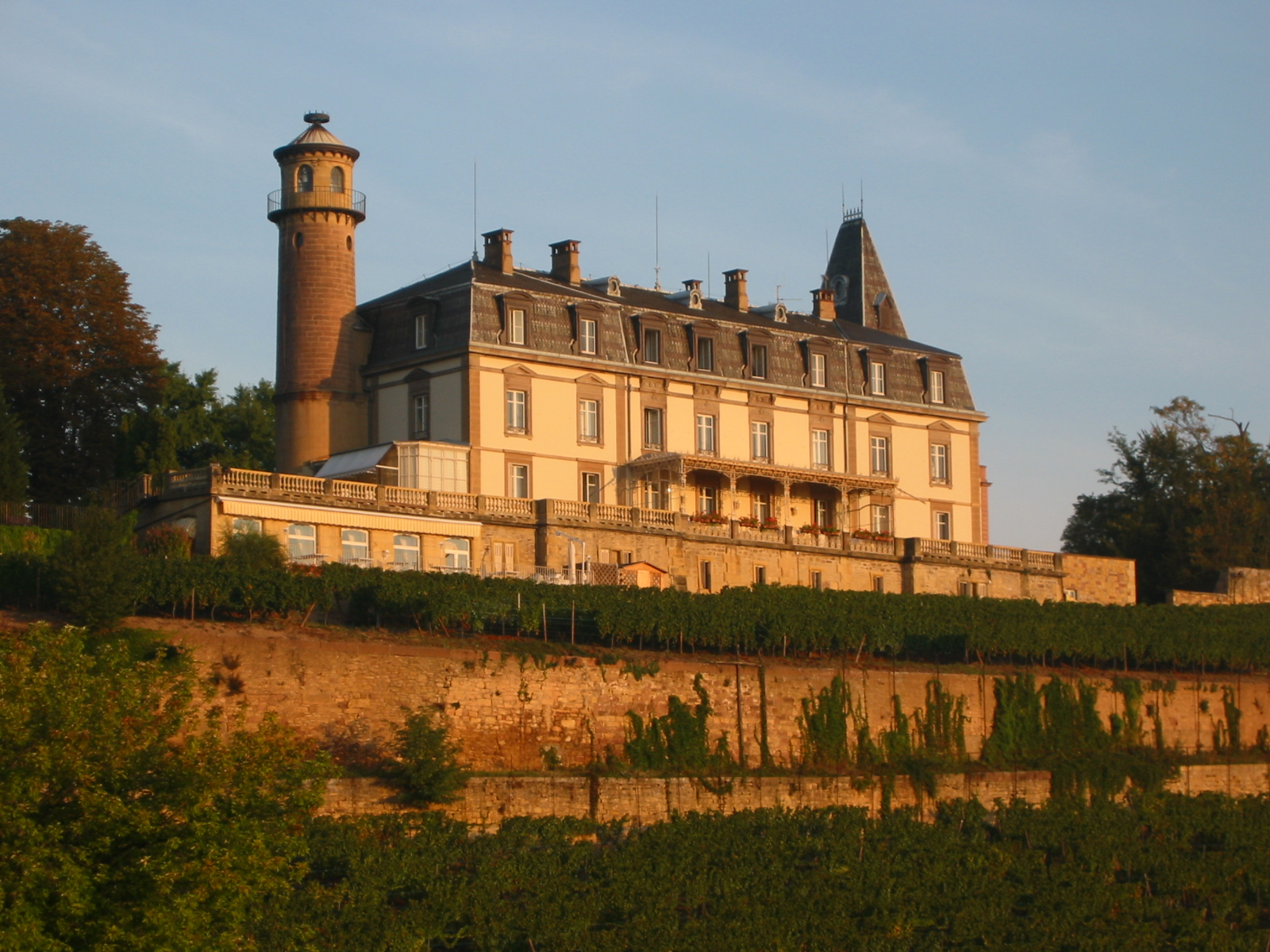
Il castello di Isenbourg

- Il castello di Isenbourg, costruito tra il XII e il XIV secolo[2]

## Società

### Evoluzione demografica
Abitanti censiti